# Джай Сінґх II
Джай Сінґх II (3 листопада 1688 —21 вересня 1743) — раджпутський магараджа Амбера (потім Джайпура) у 1699—1743 роках, талановитий військовий, математик й астроном.

## Життєпис
Походив з клану Качваха. Син раджи Бішан Сінґха, якого падишах Ауранґзеб відсунув від усіх посад, позбавивши вищих рангів. У 1699 році після смерті батька Джай Сінґх трон Амбера. У 1700 році падишах наказав прибути військам до нього — у Декан. Проте Джай Сінґх зумів зібрати військо й з'єднатися з могольським правителем у Бурханпурі лише у 1701 році. Це викликало гнів останнього. Володарю Амбера вдалося повернути прихильність падишаха своєю звитягою під час облоги фортеці Хелна у 1702 році. За це Джай Сінґху повернуто вищий ранг та надано почесне звання Савай (тобто 1 з четвертю). Це значило, що раджпут не просто людина, а більше ніж 1 людина. Разом з тим дотримання традицій індуїзму не дозволило у 1704 році Джай Сінґху зайняти посаду субедара (намісника) Мальви.
Після смерті 1707 року Аурангзеба правитель Амбера підтримав як претендента на трон спочатку Мухаммад Азам Шаха, а потім його сина Бідар Бахта. Втім поразка останнього від Бахадур-шаха I призвело до необхідності шукати нових союзників. У 1708 році було укладено союзи із найсильнішими раджпутськими державами — Меваром (Амар Сінґхом II) й Марваром (Аджит Сінґхом). Після тривалою боротьби з Бахадур-шахом, а потім Джахандар-шахом раджпутам вдалося досягти вигідного миру. У 1714 році падишах Фарук-сіяр призначає Джай Сінґхза субедаром Мальви. Тут він протягом трьох років відбивав атаки маратхів.
Згодом Мухаммад Шах у 1716 році призначає Джай Сінґха II субедаром Аґри. Йому було доручено приборкати джатів на чолі із Чаруманом. Спочатку Джай захопив важливу фортецю Тхун, а потім (у 1721 році) зумів перетягнути на свій бік небожа правителя джатів — Бадан Сінґха. У 1720 році за наполяганням Джай Сингх падишах скасував джизью (податок на невірних).
У 1724 році Джай Сінґх II підтвердив союзний договір зі спадкоємцем Аджит Сінґха — Абхай Сінґхом щодо забезпечення прав раджпутів в імперії. У 1727 році засновує нову столицю, яку назвав на свою честь — Джайпур. Остаточно до нього перебрався у 1733 році. У 1728 році Джай Сінґх домігся скасування податку на паломництво індусів до святині в Гайє.
У 1729 році призначається субедаром Мальви, щоб знову відбити наступ маратхів. Проте він зміг лише дипломатичними заходами відновити владу моголів у фортеці Манду. після цього у 1730 році залишив цю провінцію. У 1732 році призначається субедаром Мальви. Знову захищав провінцію від маратхів. Втім у 1737 році внаслідок інтриг при дворі падишаха був позбавлений посади субедара. Після цього маратхи швидко захопили Мальву.
З цього моменту Джай Сінґх II не з'являлася при дворі падишаха у Делі. Значну увагу приділяв увагу зміцненню столицю та готувався до підкорення усієї Раджпутани. Провів військову реформу, завдяки чого став більше використовувати гармати та мушкети. Приділяв увагу посиленню піхоти, перетворенню її у рівноцінний рід військ поряд з кіннотою. Разом з тим намагався об'єднати усіх раджпутських правителів для оборони краю від зовнішніх ворогів. Втім зазнав тут невдачі.
Помер 21 вересня 1743 року у Джайпурі, залишивши владу синові Ішварі Сінґху.

## Наука
Замолоду зацікавився астрономією та математикою. Захоплювався працею «Нові астрономічні таблиці» Улугбека. При своєму дворі зібрав Уддамбрі Гуджараті, автора перекладу індійських таблиць логарифмів, перекладача творів Улугбека; автронів та математиків Ратнакара, Джаганатха.

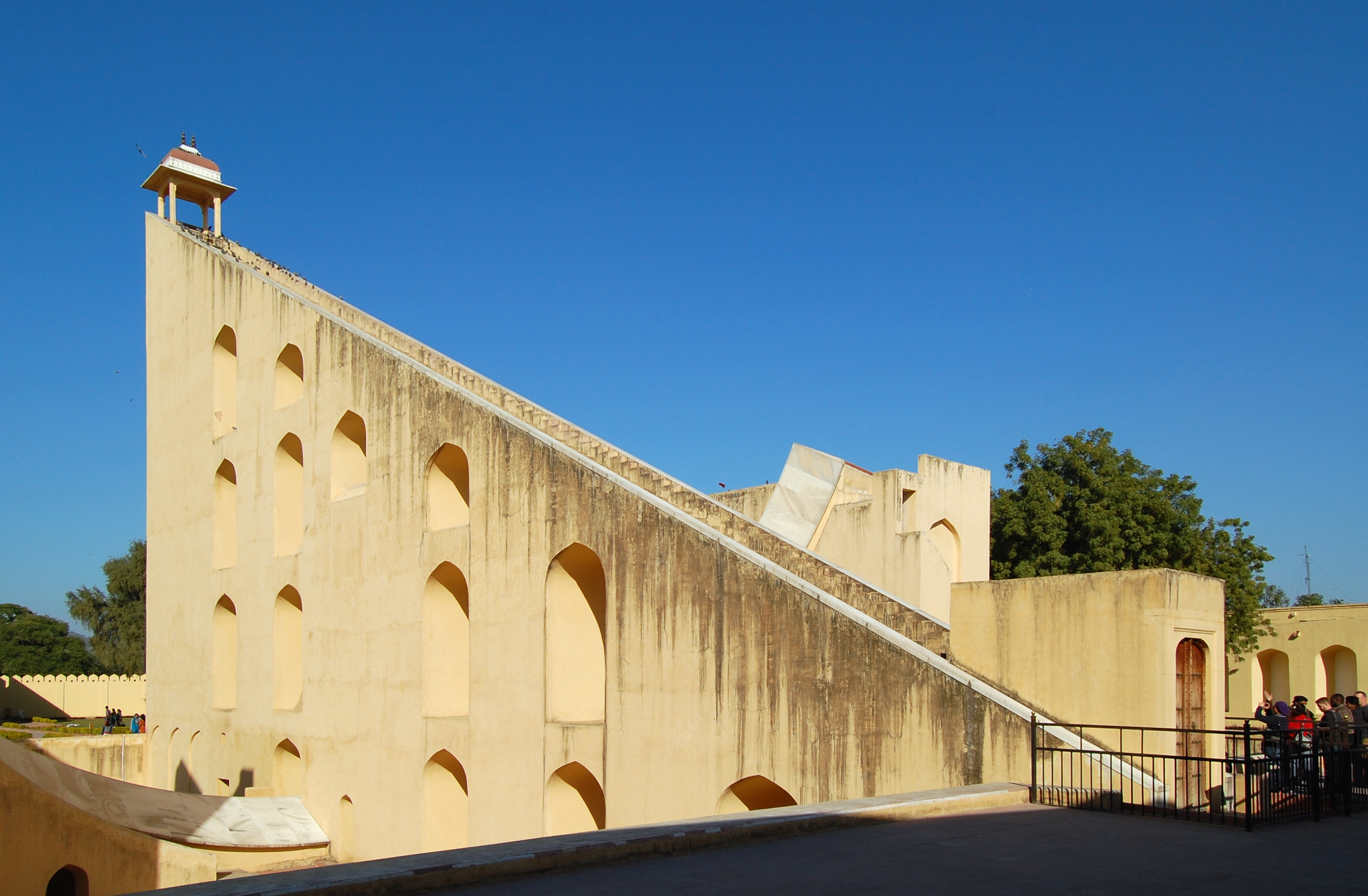
Джантар-Мантар. м. Джайпур

У 1724 році розпочав будівництво першої обсерваторії Джантар-Мантар. Найзначущим був «Імператорський інструмент» — сонячний годинник й гномон заввишки 17 м. Найбільшим інструментом став Самрат Джантра. Усього зведено 5 обсерваторій: у Джайпурі, Делі, Матхурі, Удджайні, Бенаресі. Проте недоліком усіх інструментів була статичнійсть, Джай Сінґх II не врахував можливі внутрішні зрушення та зсуви ґрунту.
Свої знання виклав у праці «Зідж Мухаммад-шаха». Його написано мовою фарсі. Тут йдеться про календар, сферичну тригономерію і астрономічні спостереження, про рух зірок та планет, а також міститься відомості про західну астрономію. В доробку правителя Джайпура є також «Трактат про астролябію», переклад праць Джона Непера.